# Henri Goetz
Pour les articles homonymes, voir Goetz.
 (avril 2015).
Henri Goetz, né Harry Bernard Goetz le 29 septembre 1909 à New York et mort le 12 août 1989 à Nice, est un peintre et graveur français d'origine américaine.

## Biographie

### Les origines
La famille d'Henri Goetz est d’origine française. Vers 1850, son grand-père, Bernard Goetz, Alsacien de la région de Colmar, quitte la France pour les États-Unis. Bricoleur, il invente durant son long voyage une sorte de réflecteur afin de mieux éclairer sa lecture, son passe-temps principal, dans une cabine peu éclairée. Cette invention simple suscite l'admiration de ses compagnons de voyage et il reçoit rapidement la proposition d’un voyageur de première classe d’exploiter cette trouvaille dès leur arrivée à Philadelphie.
En 1855, Bernard Goetz ouvre une société de réflecteurs, The American Reflector Company, qui deviendra plus tard The B. Goetz Manufacturing Company. Il épouse une Américaine avec laquelle il a cinq enfants. À l’âge de onze ans, le père d'Henri, enfant cadet, est renvoyé de son école, incapable d’apprendre l’orthographe et donc inapte à poursuivre des études plus avancées. Apprenti mécanicien dans la nouvelle industrie de la bicyclette, il participe à des courses cyclistes. Un début de tuberculose l’empêche de poursuivre sa carrière de cycliste, mais il commence à écrire des nouvelles durant les années passées dans l’Ouest américain. De retour dans l’Est, il se marie avec celle qui sera la mère d'Henri Goetz.

### L'enfance
Henri Goetz voit le jour en 1909 à New York, où son père dirige une entreprise de matériel électrique. Fils unique, il reçoit une éducation stricte de sa mère, pour qui les principes éducatifs remplacent l’affection. En 1916, sa famille quitte New York pour s’installer en banlieue, à Far Rockaway, dans le Queens. Goetz y termine l’école primaire et secondaire, et ensuite le lycée.
Son rêve de quitter le foyer familial se réalise en 1927 ans lorsqu’il part étudier à Boston, au Massachusetts Institute of Technology, en vue de préparer une carrière d'ingénieur électricien. C’est à cette époque qu’il commence à s’intéresser à l’art, et il suit des cours de dessin. Il s’inscrit en 1929 à l’université Harvard, où il suit des cours d’histoire de l’art. Il quitte l’université la même année pour suivre des cours de peinture au Grand Central School of Art (en) de New York.
Un jour, une étudiante en peinture lui raconte son expérience personnelle de Paris et de ses ateliers. Cela est suffisant pour déclencher en Goetz l’envie de partir pour la France.

### Les années d'apprentissage
Arrivé à Paris en 1930, il travaille dans les académies de Montparnasse (Académie Julian et Académie de la Grande Chaumière) et quelque temps dans l'atelier du peintre Amédée Ozenfant. Goetz est intéressé par le portrait et l’étude du nu. Son but était d’exprimer le caractère de ses modèles par une ressemblance extérieure et intérieure au moyen d’une facture expressionniste et très colorée. Il mélange ardemment le procédé cubiste et le coloris expressionniste.

« Au début je me suis consacré uniquement au portrait, car la figure humaine me paraissait contenir une chaleur que je n’avais pas trouvée dans mes études où je me préparais à une carrière d’ingénieur électricien. Durant ces six années, la peinture apprise dans les académies me servait à créer des ressemblances et à approfondir l’intimité du regard des autres. »

Goetz se retrouve plongé dans le milieu artistique de Montparnasse. Jusqu'alors, sa connaissance de la peinture n'allait pas au-delà de l'impressionnisme. Son ami le peintre Victor Bauer lui ouvre l’esprit à la peinture vivante. « Je lui dois le déclenchement du deuxième stade de mon évolution », dit Goetz.
Il découvre les œuvres de Pablo Picasso, Georges Braque, Henri Matisse, Georges Rouault, Paul Klee et Vassily Kandinsky. Grâce à Bauer, Goetz se familiarise aussi avec le freudisme, la politique de gauche, la sculpture primitive, la poésie et la musique d’avant-garde. Il poursuit alors l’étude du portrait et commence à peindre en 1933 ses premiers paysages de construction simpliste et laborieuse, dans une matière violente, sombre et très empâtée, où se retrouve à la fois l’influence conjuguée du fauvisme et du cubisme. Son autoportrait de 1935 est construit avec des formes fortement marquées par le cubisme, mais dans un coloris vif et pur, emprunté au fauvisme. De 1932 à 1934, Goetz habite au 16, rue Bardinet à Paris.
En 1935, Goetz considère que la période de l’apprentissage est finie et se sent prêt à se lancer dans l’aventure de l’invention de sa propre peinture. La même année, il emménage au 19, rue Daguerre à Paris. En septembre, à l'Académie de la Grande Chaumière, il fait connaissance de Christine Boumeester, qu'il épousera la même année. Le couple se lie avec le peintre Hans Hartung, qui était leur voisin de palier rue Daguerre : tous trois exposent la même année au Salon des surindépendants.

### La période surréaliste
Dès janvier 1936, Goetz commence à peindre des tableaux non figuratifs. Une « peinture non figurative de pure invention » pour exprimer son univers intérieur, mais sans se servir des objets du monde réel. « Si je choisis le monde non figuratif, c’est que je crois qu’il est plus vaste que l’autre. Je crois qu’il y a plus à découvrir dans l’inconnu que dans le connu. Si la limite du connu est l’inconnu, l’inverse ne me semble pas vrai. » Ce changement restera la seule fraction dans son œuvre, qui se développera plus lentement. La décision de rompre avec le monde visible marque également la fin de sa période d’apprentissage et plonge Goetz au cœur des courants actuels en engageant sa peinture dans la modernité. Voulant peindre abstrait, Goetz se lance dans l’exploration de ses visions intérieures. Cependant, tout en revendiquant l’indépendance de sa peinture du monde réel, son discours pictural ne correspond pas à la pratique de l’art abstrait développée dans les années 1930-1940. Le sujet de ses tableaux dépend en grande partie de son imagination et pas seulement de l’agencement de composants formels. Ce changement d’orientation le rapproche du monde surréaliste. Son œuvre se développe dans cette dialectique de courants opposés et c’est là que réside son originalité.
Un événement important de cette période est l’amitié avec le poète Juan Bréa et sa femme, Mary Low, qui font partie du groupe surréaliste d’André Breton. C’est la découverte du surréalisme pour Goetz. En 1936, Goetz ignore à peu près tout de ce mouvement. Son ami, le peintre allemand Oelze Richard, lui parle pour la première fois de Salvador Dalí. À partir de ce moment, Goetz fréquente les surréalistes Raoul Ubac, Benjamin Péret et Óscar Domínguez. André Breton s'y intéresse d'ailleurs — il rencontre Goetz en 1938 —, sans toutefois proposer à l'artiste de participer aux manifestations du mouvement.
L’esprit surréaliste qui imprègne désormais sa peinture va engendrer des pièces comme les Chefs-d’œuvre corrigés en 1938-1939, que Goetz appelle une « collaboration collective posthume ». Sur les fonds des reproductions, Goetz va laisser libre cours aux images associatives que lui suggèrent des œuvres célèbres. C'est en les découvrant en 1939 qu'André Breton leur trouve le titre de Chefs-d'œuvre corrigés. Elles seront exposées dans leur ensemble pour la première fois en 1975 par la galerie Jean-Claude Bellier à Paris, dans le cadre de l’exposition rétrospective Henri Goetz.
La peinture de Goetz n’est cependant jamais dirigée que par le symbolisme des rêves : la spontanéité et l’imagination l’emportent toujours sur l’interprétation du subconscient. Pour les surréalistes, le tableau est le théâtre d’opérations mentales ; pour Goetz, il est principalement le lieu de construction d’un monde inventé, où l’imagination règne et le tableau se nourrit de ses propres sources. La différence est capitale : pour Goetz, tout repose sur l’activité imaginative et inventive et non sur la psychologie.

« Je croyais pouvoir créer des formes où mon inconscient rejoindrait ceux des autres. Cette démarche n’était pas étrangère à celle des surréalistes mais sa réalisation s’opérait dans un univers des formes pour moi abstraites, mais évocatrices d’objets connus, parfois organiques. Cette ressemblance ne m’intéressait guère, ce qui m’éloignait des surréalistes. L’espace de mes tableaux ressemblait à celui des œuvres classiques. Je n’étais pas considéré comme artiste abstrait et pourtant je me sentais plus près d’eux. »

### La Seconde Guerre mondiale
Le début de la Seconde Guerre mondiale trouve Henri Goetz et Christine Boumeester en Dordogne. Grâce à sa nationalité américaine, Goetz n’est pas mobilisable. À l’arrivée des Allemands à Paris, en juin 1940, ils décident d’y rester, puisque l’Amérique n’est pas encore entrée dans le conflit. Mais Paris se vide rapidement et ils partent alors pour Carcassonne rejoindre le groupe surréaliste belge de René Magritte et Raoul Ubac. Deux mois plus tard, ils reviennent à Paris, dans leur nouvel atelier au 72, rue Notre-Dame-des-Champs, où ils fondent, avec Christian Dotremont et Raoul Ubac, La Main à plume, première revue surréaliste parue sous l’occupation.
C’est à cette époque que Goetz s’engage dans la Résistance. Sa véritable activité est la fabrication de faux papiers, son habileté de peintre et sa connaissance des techniques d’impression étant mises au service de la lutte contre l’occupant. Il imprime également des tracts et des affiches qu’il parvient à coller aux murs grâce à une technique spéciale, en jouant aux amoureux avec sa femme Christine.
En 1942, l’Amérique entre en guerre. Christine Boumeester et Goetz sont obligés de se cacher, en habitant des petits hôtels de Paris. Dénoncés par un poète surréaliste tchèque[Lequel ?] pour leur activité clandestine et comme « membres importants de la Résistance »[réf. nécessaire], ils sont contraints de quitter Paris.
En collaboration avec Christine Boumeester, il illustre La Femme facile de Georges Hugnet. Il illustra également de dix lithographies les Explorations de Francis Picabia. Ils se réfugient à Nice et louent une chambre chez des habitants de la vieille ville. Retirés à Nice, les Goetz fréquentent Francis Picabia, Alberto Magnelli, Jean Arp, Nicolas de Staël. Décidés de partir pour l’Amérique, ils en sont empêchés par l’occupation allemande de la zone libre et la fermeture du consulat des États-Unis. Dénoncés de nouveau à Nice, ils doivent partir pour Cannes. De nombreux petits emplois exercés à Cannes leur permettent de survivre.
Après l'explosion d’une bombe à retardement chez eux, les Picabia les hébergent le temps de trouver un nouveau logement. Pour Goetz, l’amitié avec Picabia « était stimulante, plein d’étincelles de génie »[réf. nécessaire]. Marie Lluisa Borras, auteur d’une monographie de référence sur Picabia en 1985, considère que « le retour à l’abstraction de Picabia est dû aux conversations avec ce jeune couple de peintres, Christine Boumeester et Henri Goetz […]. Ouverts et cordiaux, ils étaient amis avec de nombreux artistes de leur génération, Hartung, Vieira da Silva, Domela, Atlan ou Raoul Ubac, avec qui ils avaient fondé La Main à plume, considérée comme l’organe de la seconde vague surréaliste. »
Un emploi trouvé à la mairie du Cannet permet à Goetz de ne pas partir en Allemagne pour le service du travail obligatoire. Ses activités dans la résistance étant terminées, il reste au Cannet jusqu’à la fin des hostilités.

### La Libération
À la Libération, Goetz rentre à Paris, où il retrouve son atelier de la rue Notre-Dame-des-Champs. En 1945, René Guilly, que Goetz connaît par Ubac, l’invite faire des reportages pour la rubrique « peinture » de son émission hebdomadaire radio Le Domaine de Paris à la Radiodiffusion française.
En 1947, le cinéaste Alain Resnais tourne Portrait d'Henri Goetz, son premier film. C'est un court-métrage muet tourné en 16mm d’une durée de 21 minutes.
En 1949, Henri Goetz obtient la nationalité française.

### L'abstraction
Avant 1947, un changement s’opère dans les dessins de Goetz. Il se détache progressivement de l’imprégnation surréaliste. Il s’oriente vers un graphisme, les images et les constructions s’épurent, se simplifient, il donne de plus en plus d’importance à la ligne et au trait qui deviendront la matière même de la composition. Il faudra attendre 1947 pour que cette tendance se généralise dans tout son art.
Il n'y a plus de visions chargées par l’inconscient et les formes allusives : la primauté est donnée à la construction par la ligne, la technique picturale est d’une touche plus libre et on ne trouve plus trace des glacis ni du clair-obscur. Une plus grande importance est donnée à la couleur et a sa puissance expressive. Goetz est en train de libérer et d’explorer sa palette.
Au cours des années 1950, l'abstraction de Goetz est voisine de celle d'Hans Hartung, de Pierre Soulages et de Gérard Schneider par la vivacité des tracés graphiques et le rôle des fonds colorés. Dès 1960, le monde extérieur reprend place dans l'élaboration des œuvres, à partir des suggestions offertes par le paysage ou les objets (Bord de rivière en Corse, 1965, pastel à l'huile, collection particulière[réf. nécessaire]).
La période abstraite de 1947 à 1960 est une période de transition qu’il faut distinguer de l’abstraction comme constante de son esthétique. Dans cette période, l’artiste fait le point sur tous les moyens d’expression qu'il expérimente jusqu’à trouver ceux qui vont renouveler son style. L’espace de la peinture de Goetz change, il reçoit une nouvelle lumière. L’espace n’est plus le rideau de scène, c’est une réalité sensible[pas clair]. De 1950 à 1960, une géométrisation de plus en plus poussée s’affirme. Les formes se dépouillent et se séparent finalement les unes des autres, sur un espace richement coloré.
Goetz ne renonce cependant pas à la profondeur au profit de la surface. Le traitement par volumes disparaît mais les fonds se diversifient : les couleurs s’éclaircirent et de nouvelles gammes apparaissent. L’abstraction détourne Goetz de la technique traditionnelle et lui permet de découvrir la peinture dans son fonctionnement[C'est-à-dire ?].
Au début de l’année 1959, Goetz et Christine Boumeester quittent leur atelier de la rue Notre-Dame-des-Champs, trop petit pour deux artistes. Leur nouvelle résidence se situe au numéro 174, rue de Grenelle à Paris, dans un grand pavillon avec un grand jardin. Ils y installent deux ateliers, l'un pour Goetz au rez-de-chaussée et l'autre pour Christine Boumeester à l’étage. Il a suffisamment de place pour y installer également un atelier de gravure.
Le couple passe beaucoup de temps, pendant les mois d’été, dans leur cabanon au Cannet, sans aucun confort mais avec une vue magnifique sur la baie de Cannes. Goetz peint partout où il se trouve. Pendant l’une de ces sorties, sa démarche connaîtra un nouveau changement. Il s’aperçoit que sa peinture reçoit des influences de l’extérieur, une lumière qui irrigue ses tableaux et des couleurs qui imprègnent celles qu’il utilise. Il va renouveler cette expérience en choisissant à chaque fois un lieu de travail différent. Le paysage dans lequel il se trouve s’infiltre à son insu dans sa peinture. Il réalise des tableaux abstraits d’après nature. C’est ainsi que débute sa période lyrique. Presque involontairement, Goetz trouve la réponse aux polémiques et aux querelles qui radicalisent les positions des artistes abstraits, une réponse qui convient à son œuvre, et il échappe ainsi aux dangers du formalisme. Ce changement change tout : la composition, les couleurs, la technique.
Durant cette période se situant entre 1960 et 1974, que l’on pourrait qualifier de « lyrique » à cause de la technique picturale spécifique par des touches sensibles, le vocabulaire de Goetz s’élabore et se constitue. Toutes les influences des courants des époques précédentes sont absorbées et intégrées dans son œuvre.
À partir de 1974, Goetz revient à une peinture d’atelier. « Je n’ai plus besoin de regarder la nature : elle est en moi maintenant. »[réf. nécessaire]. Après la mort de Christine Boumeester en 1971, l’œuvre de Goetz se confond encore plus avec sa vie. Son art représente désormais une fusion entre l’extérieur et son univers intérieur. Il s’éloigne du monde concret et sa sémantique picturale atteint une dimension cosmique et planétaire. Jean-Pierre Geay, son ami et poète, parle de « figuralisme » pour désigner ce nouveau mode de représentation de l’espace chez Goetz.

### Le suicide
Très affaibli, Goetz est hospitalisé à Nice en août 1989. Il se suicide dans les dernières heures du 12 août 1989, en se jetant du cinquième étage de l’hôpital Santa-Maria de Nice. Il est enterré le 23 août dans la 12e division du cimetière du Montparnasse à Paris, au côté de sa femme Christine Boumeester, morte en 1971.
Dans la lettre qu'il a laissée pour ses proches, Goetz écrit : « Je crois que mes 80 ans n’étaient pas inutiles. »

## L'œuvre gravé
Son important œuvre gravé, entrepris en 1940, suit l'évolution de sa peinture. On estime sa production totale à quelque 650 estampes. Le plus grand ensemble de ses estampes se trouve à Paris au département des Estampes et de la Photographie de la Bibliothèque nationale de France. Y sont conservées 425 estampes de toutes les périodes de sa production graphique : des burins, des eaux-fortes, des lithographies et quelques rares sérigraphies. Virtuose dans le maniement des techniques traditionnelles, Goetz enrichit la gravure de procédés nouveaux, tel la gravure au carborundum, technique aussi connue sous le nom du « procédé Goetz ». À partir de l'année 1969, Goetz grave en utilisant exclusivement le procédé dont il est le créateur.

### La gravure au carborundum
Henri Goetz explique sa technique de manière très détaillée dans La Gravure au carborundum, publié en 1969 aux Éditions Maeght. Dans cet ouvrage postfacé par Joan Miró, l’un des premiers à bénéficier de la découverte de Goetz, l’auteur explique la gravure au carborundum en utilisant des termes habituellement employés dans la gravure en taille douce classique — aquatinte, vernis mou, burin, eau-forte. De fait, les effets que peut produire cette nouvelle technique sont parfois très semblables aux procédés de la taille douce classique. Elle permet la meilleure utilisation de la couleur et donne une plus grande richesse de matières. Mais Goetz est clair, son intention n’est pas de remplacer les techniques existantes : la gravure au carborundum doit s’ajouter aux procédés connus et les compléter. Ce nouveau procédé a une qualité picturale toute autre : il révèle une spontanéité et une manière directe de créer. La technique permet des textures intéressantes et diverses, une grande richesse de matière plastique, ce qui est très bien exploité par ceux qui embrassèrent ce nouveau procédé et en profitèrent pour se lancer dans l’aventure de l’estampe. Certains ont reçu cet apprentissage directement de Goetz, il s’agit d’amis comme James Coignard, Antoni Clavé, André Masson, Max Papart, Claude Raimbourg ou Serge Hélénon. D’autres, ses élèves, apprirent cette technique à l’atelier de gravure de son académie, comme Philippe Charpentier ou Marie-Marguerite Petetin.
La naissance de cette technique remonte à l’adolescence de Goetz. C’est en s’amusant, avec son ami Bernard Wager, à fabriquer un four qui existe déjà depuis de nombreuses décennies mais qu’il croit avoir inventé, que Goetz découvre ce matériau résistant à la chaleur et à la pression, ce produit qui sert surtout d’abrasif. Beaucoup plus tard, grâce à l’aide de ses amis Erich Schaeffer et Marc Havel, il utilise les caractéristiques du carborundum pour le mettre au service de l’art : la gravure au carborundum est née.
Divers vernis et colles durcissant au séchage peuvent être utilisés pour fixer le carborundum sur la plaque. Le mélange s'applique à la brosse et donne en séchant une matière très dure. La plaque est ensuite encrée, essuyée et imprimée comme une gravure en taille-douce. L'utilisation du métal comme support n'est pas obligatoire. Tous les matériaux résistants et stables peuvent être utilisés. L'encre est la même que pour la taille-douce. Elle doit être rendue plus fluide pour permettre un encrage au pinceau. L'essuyage se fait à la tarlatane. L'impression se fait sur une presse taille-douce. La pression est réglée moins forte que pour la taille-douce classique. L'habillage est plus souple, et il consiste en un ou deux caoutchoucs mousses et de deux feutres. La technique au carborundum peut être combinée à d’autres techniques de gravure.

## Le pastel

### Le pastel à huile Sennelier
En 1949, Henri Goetz demande à Henri Sennelier de développer un nouveau matériau pour son ami Pablo Picasso. Picasso est à la recherche d'une technique qui lui permettrait de s'exprimer sans aucune contrainte, une sorte de nouveau matériau alliant la peinture à l'huile, pour sa richesse picturale, et le pastel tendre, pour sa facilité d'application. De cette collaboration va naître le pastel à l’huile Sennelier, inspiré des « Couleurs à l'huile J.F. Raffaëlli », bâtons de peinture à l'huile mis au point par le peintre Jean-François Raffaëlli dans les années 1890.

### Les pastels à huile chauffés
En 1979, Goetz exécute ses premiers pastels à huile chauffés sur papier. En chauffant le support, le bâton du pastel fond au contact du papier. Goetz parvient ainsi à peindre avec la matière même, une matière colorée, de manière directe et sans aucun intermédiaire. Pendant un de ses nombreux voyages, Goetz apprend la technique de fabrication du papyrus. À son retour à Paris, il maîtrise la technique et fabrique ses propres papyrus. Il s’en sert comme support pour ses pastels et ses dessins.

## L'enseignement: le créateur de l'atelier Goetz
En 1949, commence sa carrière d’enseignant. D’abord au sein de son atelier, qui devient rapidement insuffisant pour accueillir de nombreux élèves. Goetz transfère alors son cours ou atelier Goetz à l’Académie Ranson. Cinq ans plus tard, à partir de 1955, il enseigne à l’Académie de la Grande Chaumière, où il était lui-même élève vingt ans plus tôt. Très rapidement, de nombreux élèves, dont Yo Marchand, viennent le rejoindre et il est contraint d’ouvrir deux ateliers à la place d'un. En 1963, il commence à enseigner pendant l'été au Conservatoire américain de Fontainebleau, cette école réservée aux étudiants américains.
Après avoir enseigné dans plusieurs lieux d'anciennes académies, l'atelier Goetz fort fréquenté par des artistes de tous les niveaux et toutes les ambitions, s’installe dans les anciens locaux d'André Lhote, au 18, rue d'Odessa (passage du Départ), où il renomme l'atelier en fondant l’académie Goetz. C'est dans sa propre académie que Goetz organise pour la première fois l'enseignement de la gravure, qui nécessite selon lui une extrême exigence. En revanche, Goetz en superviseur ou premier animateur n'enseignera jamais directement lui-même la peinture ou la gravure, ni ses procédés aux élèves de son académie cosmopolite, qui a pu compter parmi ses membres actifs une cinquantaine de nationalités différentes. D'autres s'en chargent à différents niveaux, principalement ses anciens disciples qui restent comme lui éternel élève, comme Lorraine Bénic, graveure canadienne, Denise Zayan, peintre et graveur parisien, Dikran Daderian, peintre libanais d'origine arménienne, ou au cours des années 1970 Hélène Petter, peintre franco-suisse, Hélène Laffly, Anne-Marie Leclaire et Claude Raimbourg, Marie-Antoinette Rouilly Le Chevallier etc.
Les artistes de l'académie Goetz, où nul ne distingue élèves ou formateurs chevronnés, exposent dans les salons du cercle privé de La Résidence du 10 mai au 10 juin 1973. Voici la liste des noms d'artistes sélectionnés, à l'origine avec un patronyme écrit en majuscule, pour cette exposition : 
- i) Peintures : Aboukasm, Angeli, Aniel, Barber, Beauregard, Belbenoit, Bertrand, Bidaud, Bonitzer, Bosset, Bourguignon, Brogly, Brune, Cail, Calendo, Carpentier, J.O. Cobham, Combes, Daderian, Debora, Demidoff, Deseglise, Durham, Edou, Franssu, B. Fremeau, C. Fremeau, Gagliazzo, Ch. Gill, Guichard, Hardy, M. Hout, Karam, Eva Kepes, Lagarde, Laner, La Pommardiere, Mireille Laraque, Lebreton, Lechalupé, Legendre, Lorenté, Lubarow, M., Martin, Tom Merrick, Noel, Hélène Petter, Protassof, Riveira, Rouland, Saglio, Scherrer, Sciot, Seybel, A. Strentz, Yo Strentz, Takachi, Tennebaum, Teyssieux, Treuille, Tromp, Vivet.
- ii) Gravures : Adjar, Bachir, Bastit, Boher, Bouneau, Catelle, Chechin, Daderian, Dufour, Jutras, Laner, Lefebvre, Licata, Magranges, Manse, Mathon, Mayer, Munch, Nahoum, Petetin, Puce (Bastit), Rouilly le Chevallier, Schoeder, Tercinet, Vernet.

En 1974-1975, la démolition du passage du Départ oblige Goetz à transférer l'académie au 17, rue des Lyonnais, dans le 5e arrondissement de Paris. C'est pour des raisons pratiques de présence Dikran Daderian qui en est responsable et l'académie devient insensiblement l'Académie Goetz-Daderian. Deux anciens élèves viennent y enseigner, les peintres Roger Bensasson et Claude Bourguignon. Un atelier de gravure de haut niveau s'y perpétue. Goetz n'est toujours pas payé pour son travail d’enseignant ou d'initiation à l'art. Il y voit une expérience humaine qui s’ajoute à celle de la peinture : « Cet enseignement m’apporte au moins autant qu’il apporte aux autres et j’aime dire que je suis parmi les meilleurs élèves de mes ateliers, car plus on sait, plus l’on est à même d’apprendre. »
Henri Goetz, plus distant probablement pour des raisons de santé, au début des années 1980, participe néanmoins encore aux travaux collectifs de l'académie ou ateliers Goetz-Daderian jusqu'en 1984.

## Réception critique
Dans le chapitre qu'il consacre à « la naissance et au développement de l'abstrait », tiré de Regard sur la peinture contemporaine, le critique Gérard Xuriguera mentionne le travail d'Henri Goetz : « éveilleur de plages fluides, animées de signes voyageurs en gravitation, au style agrémenté de réminiscences surréalistes, évocateur de paysages dansants et cosmiques ».

## Expositions
Alors qu'il travaillait comme conseiller d'éducation populaire pour le ministère de la Jeunesse et des Sports dans les années 1970, Gérard Xuriguera avait fait exposer Henri Goetz à la MJC de Belleville, située dans le 20e arrondissement de Paris, dirigée alors par le père Étienne Thouvenin de Villaret, dans ce qui deviendra un lieu de référence de la vie artistique et culturelle parisienne des années 1970 et 1980.

### Rétrospectives
- Henri Goetz, One man show, rétrospective, galerie Crawshaw, Londres, 1987.
- Henri Goetz, Studio Rita Gallé, Milan 1988.
- Henri Goetz, Rétrospective, Centre de l'Alliance française, Edimbourg, 1987.
- Henri Goetz, Rétrospective, galerie Michel Reymondin, Genève, 1988.
- Henri Goetz, Rétrospective, galerie du Cobra, Paris, 1988.
- Henri Goetz, Rétrospective, galerie Artuel, Paris, 1989.
- Henri Goetz, Rétrospective, galerie Hanin Nocera, Paris, 1991.

À l'occasion du centenaire de la naissance d'Henri Goetz, plusieurs rétrospectives sont organisées :
- du 4 mars au 11 avril 2009, Années 1935-1960, galerie Hélène Trintignan, Montpellier ;
- du 4 mars au 11 avril 2009, Années 1960-1989, galerie Hambursin-Boisanté, Montpellier ;
- du 4 mars au 4 avril 2009, Œuvre gravé d'Henri Goetz, 24, rue Alexandre-Cabanel, Montpellier ;
- du 15 mai au 12 septembre 2009, Hommage à Henri Goetz, galerie Rémy Bucciali, Colmar.

## Collections publiques
L'œuvre de Goetz est conservée dans les collections publiques françaises (Paris, musée national d'Art moderne et Bibliothèque nationale de France, Grenoble, Strasbourg, Tourcoing, Saint-Étienne, Lyon), européennes (Fondation Miró à Barcelone, Budapest, Bruxelles, Sarrebruck, Rome), américaines (New York, Palm Beach, Cincinnati, San Francisco, Oklahoma City), ainsi qu'à Rio de Janeiro, Kyoto et Jérusalem.
Un musée Goetz-Boumeester a été créé en 1983 à Villefranche-sur-Mer.

## Publications
- Gravure au carborundum. Nouvelle technique de l'estampe en taille douce, postface de Joan Miró, édition corrigée et augmentée de nouveaux procédés, Paris, Maeght éditeur, 1974 (première édition en 1969, Paris, Maeght éditeur).
- Christine Boumeester, introduction de Vercors, Paris, Maeght éditeur, 1968.
- Ma vie, mes amis, Paris, Climats, 2001  (ISBN 2-8415-8192-6).

Henri Goetz a nommé expert de son œuvre Frédéric Nocera[réf. nécessaire], qui à réalisé en 2001 le tome 1 du catalogue raisonné des œuvres de 1930 à 1960, dont le deuxième sur les œuvres de 1961 à 1989 est en préparation.[réf. nécessaire]

### Filmographie
- Portrait d'Henri Goetz, 1947, documentaire de court-métrage réalisé par Alain Resnais.
- Histoire d'Agnès, 1949-1950, réalisé par Roger Livet et Henri Goetz.  — Abécédaire des films sur l'art moderne, 1985, Centre Georges Pompidou.
- Le procédé Goetz, 1987, réalisé par Jean Réal.
- Goetz et l'abstraction, 2001, réalisé par Alexandre Archenoult.